# Зиновьевская волость
Зиновьевская волость — административно-территориальная единица в составе Великолукского уезда Псковской губернии РСФСР в 1924 — 1927 годах. Центром был город Великие Луки.
В рамках укрупнения дореволюционных волостей губернии, новая Зиновьевская волость была образована в соответствии с декретом ВЦИК от 10 апреля 1924 года из упразднённых Горицкой, Максимовской и Спасо-Никольской волостей и разделена на сельсоветы: Великолукский, Золотковский, Марьинский, Мурахинский, Переслегинский, Сивцевский, Сидоровщинский. В октябре 1925 года образован Камаевский сельсовет, в начале 1926 года — Велебицкий, Крутоврагский, Свинкинский сельсоветы, а 1927 году — Лычевский сельсовет.
В рамках ликвидации прежней системы административно-территориального деления РСФСР (волостей, уездов и губерний), Зиновьевская волость была упразднена в соответствии с Постановлением Президиума ВЦИК от 1 августа 1927 года, а большая её часть включена в состав новообразованного Великолукского района Великолукского округа Ленинградской области, часть населённых пунктов — в состав Насвинского и Новосокольнического районов того же округа и области.